# Gerhard Herrling

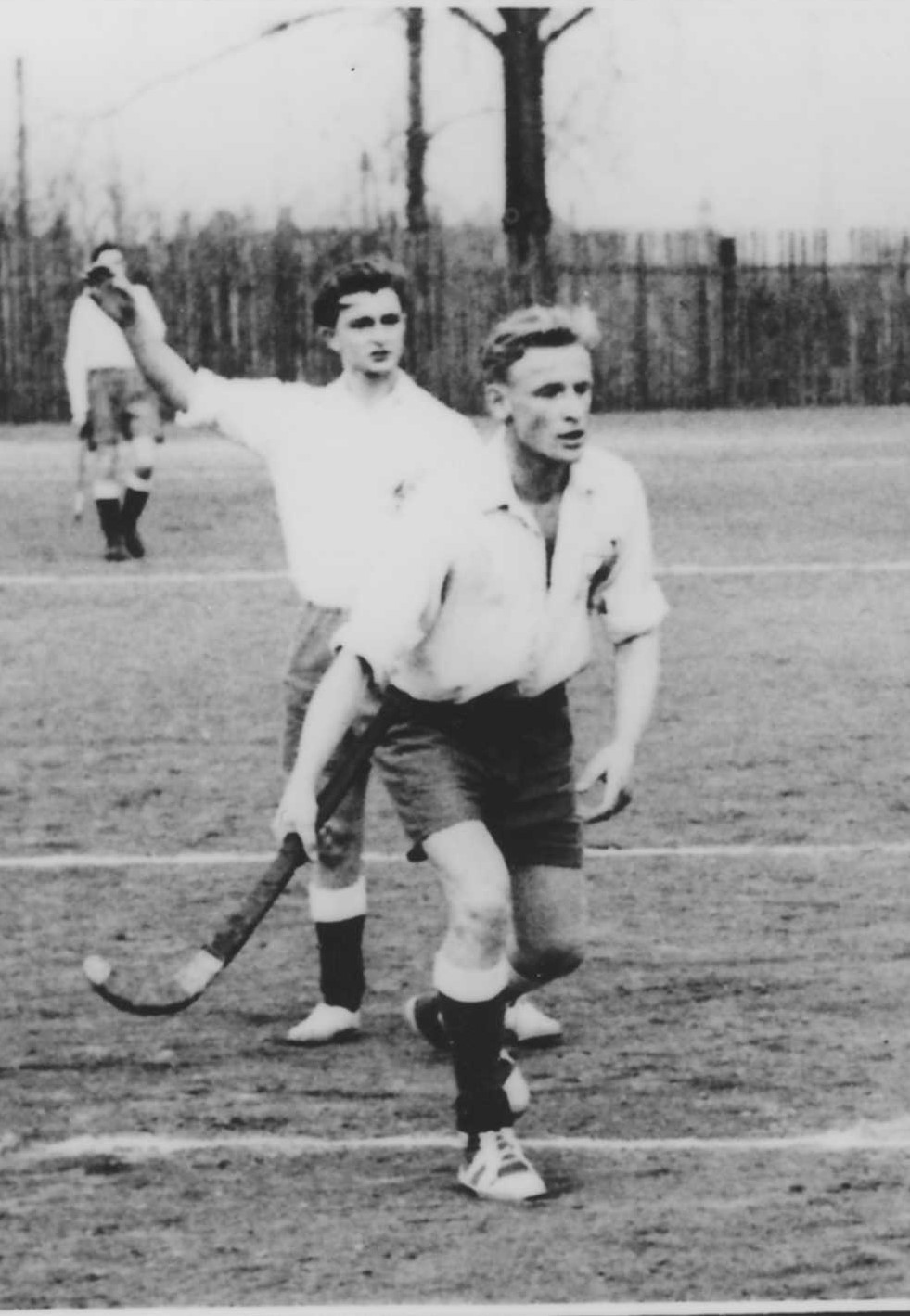
Gerhard Herrling (vorne)

Gerhard Herrling (* 18. Februar 1931; † 26. März 1961 in Erfurt) war ein deutscher Hockeyspieler und spielte für die BSG Turbine Erfurt, den SC Motor Jena und in der Nationalmannschaft der DDR. Er verstarb am 26. März 1961 bei einem Vorbereitungsspiel zwischen der BSG Turbine Erfurt und seinem Verein SC Motor Jena auf die Feldhockeysaison 1961, im Erfurter Georgi-Dimitroff-Stadion, dem heutigen Steigerwald-Stadion, an einem Herzinfarkt.

## Sportliche Laufbahn
Bereits als Jugendlicher fand Gerhard Herrling den Weg zum Hockeysport. Zuerst bei der Sportgemeinschaft Erfurt-West, dann später bei KWU und Turbine Erfurt. Der Höhepunkt seiner sportlichen Karriere erfüllte sich dann beim SC Motor Jena. Seine Dynamik im Spiel, sein kämpferischer Einsatz machten ihn zu einem wirkungsvollen Mittelstürmer im Verein und in der Nationalmannschaft der DDR. Mit seinen Torerfolgen trug er wesentlich zum Gewinn der Bronzemedaille in der Feldhockey-Meisterschaft der DDR 1953/54 bei, dem ersten Gewinn einer Meisterschaftsplakette für den Erfurter Hockeysport überhaupt.
Aus leistungssportlichen Gründen erfolgte sein Wechsel zum neu gegründeten SC Motor Jena. In sechzehn Länderspielen zwischen 1954 und 1958 für die Nationalmannschaft der DDR trug er wesentlich zu den Erfolgen in dieser Zeit bei. Höhepunkt im Nationaltrikot der DDR war für ihn das erste Länderspiel der DDR gegen den vielfachen Olympiasieger Indien im Rahmen der II. Internationalen Sportspiele 1955 in Warschau im Rahmen eines internationalen Hockeyturniers. Zu seinen internationalen Erfolgen kamen eine Reihe von DDR-Meistertiteln im Feld- und Hallenhockey mit seinem Jenaer Sportclub.
Gerhard Herrling war weit über die Thüringer Landesgrenzen hinaus bekannt und beliebt.
Das alljährlich durchgeführte Traditionsturnier des Erfurter Hockey Clubs, das seinen Namen trägt, soll dazu beitragen, dass der Erfurter Hockeyspieler in Erinnerung bleibt.